# Narciso Horacio Doval
Narciso Horacio Doval  (Buenos Aires, 4 de enero de 1944 - 12 de octubre de 1991)
fue un futbolista argentino nacionalizado brasileño. Se hizo notable en el San Lorenzo y en equipos de Brasil como Flamengo y Fluminense.

## Biografía

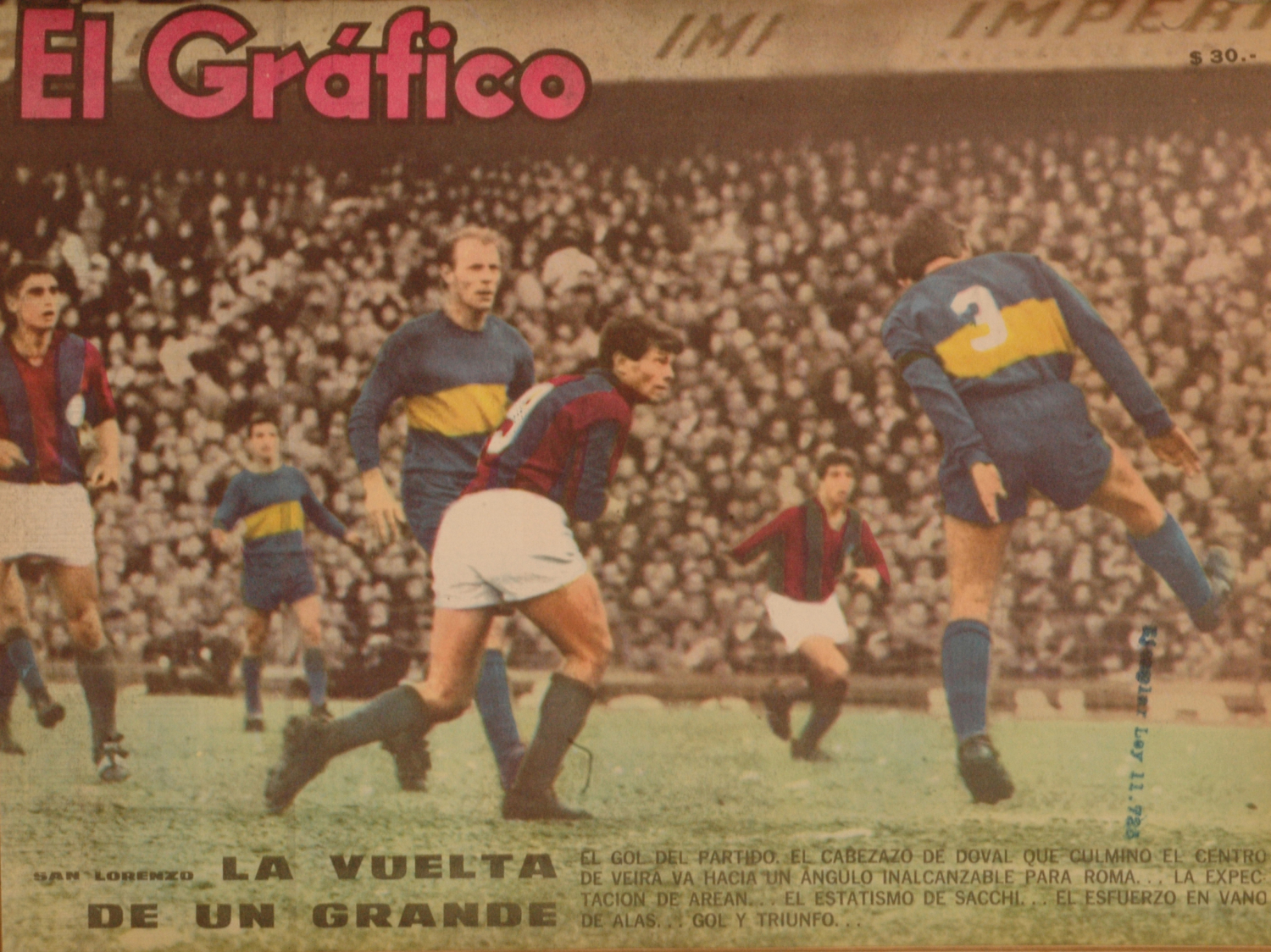
Doval con San Lorenzo.

Narciso Horacio Doval nació en el barrio de Palermo en Buenos Aires. Era hijo de españoles naturales de Galicia y su padre poseía un restaurante. Cuando éste murió a sus nueve años, El Loco debió continuar su infancia en el Colegio Salesiano de Benavidez donde solamente terminó la primaria.
Doval se inició en San Lorenzo. En 1964, jugando para este club, conformó la línea ofensiva de los llamados por su juventud Carasucias, junto con Fernando José Areán, Héctor Veira, Roberto Telch y Victorio Casa.

“Una vez estábamos concentrados en el Hotel Argentino. Al llegar me encontré con Doval en la puerta y juntos tomamos el ascensor. Paró en el primer piso y subió una mujer, muy extravagante, que tenía un collar de perlas que llamaba la atención. Doval se pone detrás de ella, le apoya el dedo en la espalda y le dice: ‘¡Arriba las manos!’. La mujer pegó un grito ensordecedor. Le expliqué que se trataba de un chiste, pero no quiso saber nada. Bajó y se quejó en la administración. Me llamaron, hice el descargo y le apliqué al Loco Doval una multa de diez mil pesos. Después bajamos a cenar. En una mesa se sentaban Veira, Doval, Casa, Areán y Carotti. ¡Mesa brava! La fulana también estaba cenando. Cada tanto se daba vuelta y lo miraba al Loco, que tenía una facha impresionante. Doval le grita desde la mesa: ‘Ni me mirés, ¿eh?, que ya me saliste diez lucas’. Este guacho la seguía cargando, como si nada hubiese sucedido. Era un grupo muy difícil de manejar. ¡Muy jodones!”
Juan Carlos Lorenzo[cita requerida]

Doval fue hábil, tenía una buena capacidad técnica. Su estilo de tocar rápidamente lo convirtió en un ídolo en todos los clubes que jugó. Anotó 95 goles en 263 partidos para el Flamengo, y 68 goles en 142 partidos para el Fluminense. Zico dijo que él era uno de los mejores socios en el ataque.[cita requerida] Doval participó también en partido de despedida de Garrincha en el Estadio Maracaná en 1973. En 1980, jugó una sola temporada con New York Apollo en la American Soccer League de Estados Unidos. 
En 1991 Doval visitó Buenos Aires. Cuando Doval estaba celebrando la victoria del Flamengo en un discoteca en Buenos Aires, sufrió un ataque al corazón fatal, a la edad de 47 años.

## Palmarés
- Primera División Argentina:

1968 - San Lorenzo
- Campeonato Carioca:

1972 - Flamengo
1974 - Flamengo
1976 - Fluminense
- Taça Guanabara:

1972 - Flamengo
1973 - Flamengo

## Clubes
| Club            | País           | Año                   |
| --------------- | -------------- | --------------------- |
| San Lorenzo     | Argentina      | 1962-1968 / 1979      |
| Elche           | España         | 1968                  |
| Flamengo        | Brasil         | 1969-1970 / 1972-1975 |
| Huracán         | Argentina      | 1971                  |
| Fluminense      | Brasil         | 1976-1978             |
| New York United | Estados Unidos | 1980-1982             |